# Kanoistika na Letních olympijských hrách 2008 – C2 slalom muži
Závod ve vodním slalomu C2 mužů na Letních olympijských hrách 2008 v Pekingu se konal na kanále v areálu Shunyi Olympic Rowing-Canoeing Park ve dnech 13. až 15. srpna 2008. 
Z českých závodníků se jej zúčastnila dvojice Jaroslav Volf a Ondřej Štěpánek, kteří vybojovali stříbrnou medaili a proti athénským hrám si tak polepšili o jedno místo.
Olympijské vítězství obhájila slovenská posádka bratrů Pavola a Petera Hochschornerových. Na bronzové příčce dojeli Rusové Michail Kuzněcov s Dmitrijem Larionovem.

## Program
Časy jsou uvedeny v UTC+8.
| Datum                  | Čas           | Fáze       |
| ---------------------- | ------------- | ---------- |
| středa 13. srpna 2008  | 15:00 a 16:42 | rozjížďky  |
| čtvrtek 14. srpna 2008 | 15:00         | semifinále |
| pátek 15. srpna 2008   | 16:47         | finále     |

## Výsledky
| Pořadí           | Posádka                                       | Rozjížďky | Rozjížďky | Rozjížďky | Rozjížďky | Rozjížďky | Rozjížďky | Semifinále                 | Semifinále                 | Semifinále                 | Finále                     | Finále                     | Finále                     | Finále                     |
| Pořadí           | Posádka                                       | 1. jízda  | Pen.      | 2. jízda  | Pen.      | Celkem    | Pořadí    | Čas                        | Pen.                       | Pořadí                     | Čas                        | Pen.                       | Celkem                     | Pořadí                     |
| ---------------- | --------------------------------------------- | --------- | --------- | --------- | --------- | --------- | --------- | -------------------------- | -------------------------- | -------------------------- | -------------------------- | -------------------------- | -------------------------- | -------------------------- |
| Zlatá medaile    | Pavol Hochschorner a Peter Hochschorner (SVK) | 93,69     | 0         | 93,04     | 0         | 186,73    | 1.        | 94,88                      | 2                          | 2.                         | 95,94                      | 2                          | 190,82                     | 1.                         |
| Stříbrná medaile | Jaroslav Volf a Ondřej Štěpánek (CZE)         | 93,78     | 2         | 97,16     | 4         | 190,94    | 4.        | 95,33                      | 0                          | 3.                         | 97,56                      | 0                          | 192,89                     | 2.                         |
| Bronzová medaile | Michail Kuzněcov a Dmitrij Larionov (RUS)     | 98,43     | 2         | 97,65     | 0         | 196,08    | 6.        | 98,57                      | 0                          | 4.                         | 98,80                      | 2                          | 197,37                     | 3.                         |
| 4.               | Cédric Forgit a Martin Braud (FRA)            | 96,17     | 0         | 92,39     | 0         | 188,56    | 2.        | 102,76                     | 4                          | 5.                         | 95,43                      | 0                          | 198,19                     | 4.                         |
| 5.               | Andrea Benetti a Erik Masoero (ITA)           | 100,08    | 0         | 102,20    | 0         | 202,28    | 8.        | 103,64                     | 2                          | 6.                         | 100,48                     | 2                          | 204,12                     | 5.                         |
| 6.               | Felix Michel a Sebastian Piersig (GER)        | 96,04     | 0         | 96,33     | 0         | 192,37    | 5.        | 94,38                      | 0                          | 1.                         | 110,05                     | 2                          | 204,43                     | 6.                         |
|                  |                                               |           |           |           |           |           |           |                            |                            |                            |                            |                            |                            |                            |
| 7.               | Mark Bellofiore a Lachie Milne (AUS)          | 104,61    | 8         | 98,21     | 2         | 202,82    | 9.        | 104,17                     | 6                          | 7.                         | nepostoupili do finále     | nepostoupili do finále     | nepostoupili do finále     | nepostoupili do finále     |
| 8.               | Paweł Sarna a Marcin Pochwała (POL)           | 98,38     | 0         | 100,37    | 0         | 198,75    | 7.        | 105,32                     | 0                          | 8.                         | nepostoupili do finále     | nepostoupili do finále     | nepostoupili do finále     | nepostoupili do finále     |
| 9.               | Masatoši Samma a Hirojuki Nagao (JPN)         | 99,47     | 0         | 113,09    | 2         | 212,56    | 10.       | 110,10                     | 6                          | 9.                         | nepostoupili do finále     | nepostoupili do finále     | nepostoupili do finále     | nepostoupili do finále     |
| 10.              | Chu Ming-chaj a Šu Ťün-žung (CHN)             | 97,30     | 2         | 93,34     | 0         | 190,64    | 3.        | 164,08                     | 52                         | 10.                        | nepostoupili do finále     | nepostoupili do finále     | nepostoupili do finále     | nepostoupili do finále     |
|                  |                                               |           |           |           |           |           |           |                            |                            |                            |                            |                            |                            |                            |
| 11.              | Rick Powell a Casey Eichfeld (USA)            | 101,69    | 0         | 151,65    | 52        | 253,34    | 11.       | nepostoupili do semifinále | nepostoupili do semifinále | nepostoupili do semifinále | nepostoupili do semifinále | nepostoupili do semifinále | nepostoupili do semifinále | nepostoupili do semifinále |
| 12.              | Cyprian Ngidi a Cameron McIntosh (RSA)        | 119,83    | 2         | 157,37    | 52        | 277,20    | 12.       | nepostoupili do semifinále | nepostoupili do semifinále | nepostoupili do semifinále | nepostoupili do semifinále | nepostoupili do semifinále | nepostoupili do semifinále | nepostoupili do semifinále |